# Thun (ätt)
Thun var en svensk och finländsk frälsesläkt som bland andra gårdar ägde Attorp i Herrljunga kommun, Västra Götalands län. Ätten förmodas ha utdött innan Sveriges Riddarhus grundades 1625, varför den aldrig introducerades där som adelsätt.
Vapen: Ätten för enligt Gabriel Anrep, en växande halvmåne med ansikte och två stjärnor ovan varandra emot ansiktet 
1. Håkan Fadersson Thun, till Attorp och Ericsstada, gift med Ingegerd Knutsdotter (Drake af Intorp eller Store).[2]
  1. Christina Håkansdotter (Thun) var gift med Håkan Pedersson (Hand).[3] [2]